# Neuracanthus scaber
Neuracanthus scaber är en akantusväxtart som beskrevs av Spencer Le Marchant Moore. Neuracanthus scaber ingår i släktet Neuracanthus och familjen akantusväxter. Inga underarter finns listade i Catalogue of Life.